# Jörl
Jörl település Németországban, Schleswig-Holstein tartományban. Lakosainak száma 793 fő (2023. december 31.).

## Népesség
A település népességének változása:
| Lakosok száma | 636  | 702  | 714  | 802  | 801  | 793  |
|               | 1975 | 2017 | 2019 | 2021 | 2022 | 2023 |